# Elecciones estatales de Guanajuato de 1985
Las Elecciones estatales de Guanajuato de 1985 tuvieron lugar el domingo 7 de julio de 1985, simultáneamente con las principales elecciones federales y en ellas fueron elegidos los titulares de los siguientes cargos de elección popular del estado mexicano de Guanajuato:
- Gobernador de Guanajuato. Titular del Poder Ejecutivo del estado, electo para un periodo de seis años no reelegibles en ningún caso, el candidato electo fue Rafael Corrales Ayala.
- 46 Ayuntamientos. Formados por un Presidente Municipal y regidores, electos para un periodo de tres años, no reelegibles de manera consecutiva.
- 36 Diputados al Congreso del Estado. 28 Electos por mayoría relativa elegidos en cada uno de los Distritos electorales y 8 de Representación Proporcional.

El gobernador electo tomó posesión de su cargo el 26 de septiembre de 1985 después del Terremoto del 19 de septiembre.

## Gobernador
|  | 64.2 % |

|  | 18.9 % |

|  | 15.1 % |

|  | 0.8 % |

|  | 0.3 % |

|  | 100.00 % |

## Ayuntamientos
| Municipio                     | Presidente municipal          |
| ----------------------------- | ----------------------------- |
| Abasolo                       | Jorge Chávez Vaca             |
| Acámbaro                      | Daniel Narváez Mancera        |
| Apaseo el Alto                |                               |
| Apaseo el Grande              |                               |
| Atarjea                       |                               |
| Celaya                        | Jorge Chaurand Arzáte         |
| Comonfort                     | Isidro Flores Laguna          |
| Coroneo                       |                               |
| Cortázar                      | Cecilia Novoa de Guzmán       |
| Cuerámaro                     |                               |
| Doctor Mora                   |                               |
| Dolores Hidalgo               | Alejandro Torres Aguilar      |
| Guanajuato                    | Edgardo Meave Torrescano      |
| Huanímaro                     |                               |
| Irapuato                      | Max Alfredo Kirchbach Fajardo |
| Jaral del Progreso            |                               |
| Jerécuaro                     |                               |
| León                          | Antonio Hernández Ornelas     |
| Manuel Doblado                |                               |
| Moroleón                      | Pedro Gutiérrez Serna         |
| Ocampo                        |                               |
| Pénjamo                       |                               |
| Pueblo Nuevo                  |                               |
| Purísima del Rincón           |                               |
| Romita                        |                               |
| Salamanca                     | Víctor Deschamps Contreras    |
| Salvatierra                   | Martín Santos Gómez           |
| San Diego de la Unión         |                               |
| San Felipe                    | Luis Octavio Medellín Arreola |
| San Francisco del Rincón      | Eusebio Moreno Muñoz          |
| San José Iturbide             |                               |
| San Luis de la Paz            |                               |
| San Miguel de Allende         | Ernesto Villagómez Salazar    |
| Santa Catarina                |                               |
| Santa Cruz de Juventino Rosas |                               |
| Santiago Maravatío            |                               |
| Silao                         | Severiano Pérez Vázquez       |
| Tarandacuao                   |                               |
| Tarimoro                      |                               |
| Tierra Blanca                 |                               |
| Uriangato                     |                               |
| Valle de Santiago             |                               |
| Victoria                      |                               |
| Villagrán                     |                               |
| Xichú                         |                               |
| Yuriria                       | Pedro Gaviña González         |